# Searsia crenulata
Searsia crenulata är en sumakväxtart som först beskrevs av Achille Richard, och fick sitt nu gällande namn av Moffett. Searsia crenulata ingår i släktet Searsia och familjen sumakväxter. Inga underarter finns listade i Catalogue of Life.